# Nyasoso
Nyaososo (ou Nyassosso) est une localité, siège d'une chefferie de 2e degré de la commune de Tombel au Cameroun située dans le département du Koupé-Manengouba et la Région du Sud-Ouest, en pays bakossi. 

## Géographie
Nyasoso est situé au pied et au nord-ouest du Mont Koupé (2 064 m), sur la route provinciale P17 (axe Tombel-Mélong) à 13 km au nord du chef-lieu communal Tombel.

## Histoire
La Mission de Bâle fonde à Nyasoso à partir de 1894, une des plus anciennes église presbytérienne du Cameroun, elle y construit une mission avec église ou chapelle.

## Images

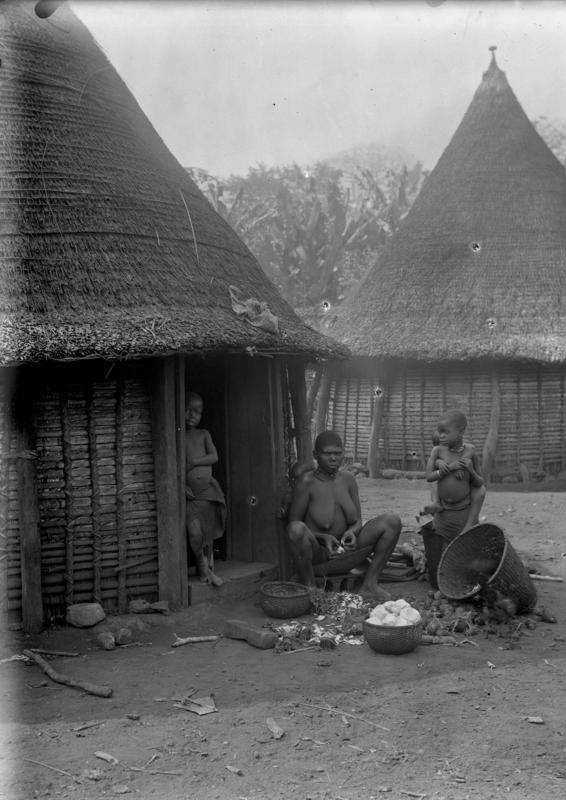
Femme et enfants Nyasoso (1903).
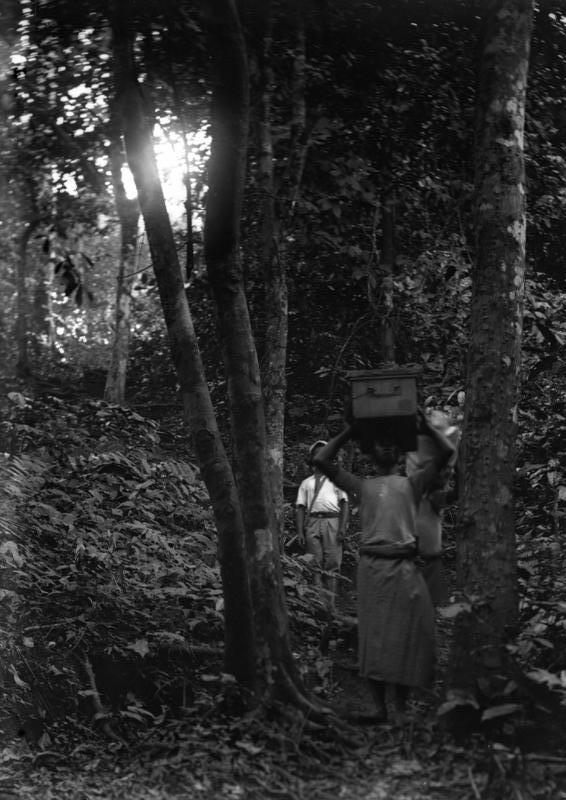
Départ de Nyasoso (1903).